# Varalaru
Varalaru – History of Godfather (inny tytuł „Varalaru „, „Varalaaru” tamilski: வரலாறு) – kollywoodzki film w języku tamilskim wyreżyserowany w 2006 roku przez K.S. Ravikumara. Muzykę do filmu skomponował A.R. Rahman. W rolach głównych Ajith Kumar, Kanika Subramaniam i Asin Thottumkal. Tematem filmu jest krzywda i zemsta, a także relacje między ojcem i synami: jedna – pełna zgody i zrozumienia i druga – dramatyczna, pełna bólu, odrzucenia i żalu rodzącego pragnienie zemsty. Ajith gra w filmie 3 role: zarówno ojca, jak i dwóch synów.

## Fabuła
Vishnu (Ajith Kumar), syn poruszającego się na wózku inwalidzkim milionera Shivshankara (Ajith Kumar) jest człowiekiem zabawy. Czas spędza w dyskotekach pijąc, tańcząc i podrywając dziewczyny. Nie widzi sensu w pracy lekką ręką wydając dochody ojca. Zmartwiony tym ojciec wymusza na nim wyjazd do dalekiej wioski, w której z ramienia ojca ma się zatroszczyć o sprawy organizacyjne związane z budowaniem dróg, zbiorników wodnych i zakładaniem telekomunikacji. Tam Visnu zakochuje się w studentce Divyi (Asin Thottumkal) pracującej społecznie nad wprowadzaniem zasad higieny wśród mieszkańców wioski. Żyjący jego życiem ojciec aranżuje natychmiast małżeństwo. Po zaręczynach Vishnu spędza w dyskotece wieczór kawalerski z kumplami. Odurzony alkoholem przyjeżdża nocą do domu Divyi. Agresywnie domagając się rozmowy z nią wywołuje awanturę z jej ojcem. Między nim a braćmi Divyi dochodzi do bójki. Nazajutrz trzeźwy próbuje ratować sytuacje gorąco przepraszając narzeczoną. Nie rozumie swego zachowania. Niepokoi go to, że nic nie pamięta ze swojego napastliwego zachowania. Podobnie wypiera się wobec ojca wypłacania z ich konta większych sum pieniędzy znalezionych przez służących w jego pokoju. Ojca coraz bardziej martwi jego zachowanie. Nie rozumie syna. Vishnu zaczyna go przerażać. Gdy pewnego dnia próbując nożem zaatakować ojca, rani broniącego go służącego, Shivshankar decyduje się poddać Vishnu leczeniu psychiatrycznemu.
W slumsach Ćennaj mężczyzna z twarzą Vishnu, Jeeva (Ajith Kumar) czule troszczy się o swoją oszalałą matkę. Jednocześnie z nienawiścią przysięga zemstę ojcu, który ją kiedyś skrzywdził. Planuje zabicie go i zrzucenie winy na jego drugiego syna Vishnu...

## Obsada
- Ajith Kumar gra 3 role: Shivshankar (jako stary człowiek w fotelu żyjący ze swoim synem Vishnu) / Vishnu (pierwszy syn Shivshankara i Kaniki) / Jeeva (drugi syn Shivshankara i Kaniki).
- Kanika Subramaniam – Shivshankara żona
- Asin Thottumkal – Divya: dziewczyna z college’u, która przyjeżdża do wioski Thottapuram w ramach edukacji
- Ramesh Khanna – Ramesh: przyjaciel Vishnu.
- Suman Shetty – Oorundai: przyjaciel Vishnu.
- Vijayan – Divyi ojciec
- Ponnambalam – Divyi brat
- Mansoor Ali Khan – Divyi brat
- K.S. Ravikumar – jako doktor rodzinny
- M. S. Baskar – Disguised Dean
- Sujatha – Kaniki matka
- Mathan Bob – właściciel sklepu
- Citi Babu – oficer policji
- Sivashankar – mistrz tańca
- Santhana Bharathi – wuj Jeevy

## Muzyka i piosenki
Autorem muzyki jest A.R. Rahman.
- Ilamai (Remix) : Suresh Peters, Blaaze
- Kamma Karaiyil: Naresh Iyer, Sowmya
- Katril: SP. Balasubramaniam, Sadhana Sargam, Reena Bharathwaj
- Innisai (Remix) : Mahathi, Saindhavi
- Ilamai: Aslam, Thambi, Shalini
- Thottapuram: Kalpana, Sonu Kakar, Leon James, Peer Mohamad, Ranjith
- Innisai: Naresh Iyer, Mahathi
- Theeyil Vizhundha: AR. Rehman